# Macaranga cucullata
Macaranga cucullata är en törelväxtart som beskrevs av Johannes Jacobus Smith. Macaranga cucullata ingår i släktet Macaranga och familjen törelväxter. Inga underarter finns listade i Catalogue of Life.